# 黎元寬
黎元寬（1596年—1675年），字左嚴，號博庵，江西南昌府南昌縣人，明朝政治人物。

## 生平
萬曆二十五年（1596年）出生。天啟七年（1627年）丁卯科江西鄉試第十一名舉人，崇禎元年（1628年）聯捷戊辰科二甲第十六名進士。授兵部主事，歷員外郎、郎中，擢浙江提学道佥事，因揭发首辅温體仁二子温俨、温伉私書，与温體仁作对，崇祯七年（1634年）十二月被罢职归鄉。
黎元宽诗文书法都很怪掘，人呼“黎体”。甲申之变后，卜居南昌广润门外蓼洲，建“草草廬”書舍，现存有其手书“谷鹿洲”三字，又在县城南关懸榻里建小屋，稱作“牛屋”，隐居不出。清顺治初年，经略洪承畴向清朝推荐他，則以母親年老固辞。康熙十四年（1675年）卒，得年七十九。著有《进贤堂稿》。

## 家族
父黎道炤。
弟黎元寅，字小正，歲貢，丙子副榜，歷任饒州府及瑞州府教授。